# Philipp Johann Ferdinand Schur
Philipp Johann Ferdinand Schur (n. 18 februarie 1799 - d. 27 mai 1878) a fost un botanist germano-austriac din Königsberg.
Schur este autorul a Enumeratio plantarum Transsilvaniae, rezultatul unui studiu de 9 ani a speciilor de plante din Transilvania. O altă lucrare despre flora din Transilvania este Sertum florae Transsilvaniae (1853).
La plantele catalogate de el se folosește abrevierea Schur.
1. 1 2  „Philipp Johann Ferdinand Schur”, Gemeinsame Normdatei, accesat în 9 aprilie 2014
2. ↑  „Philipp Johann Ferdinand Schur”, Gemeinsame Normdatei, accesat în 10 decembrie 2014